# Glyptocombus saltator
Glyptocombus saltator är en insektsart som beskrevs av Heidemann 1906. Glyptocombus saltator ingår i släktet Glyptocombus och familjen Schizopteridae. Inga underarter finns listade i Catalogue of Life.